# شتروني
شتروني هي قرية تقع في جزيرة أنجوان في جزر القمر. بلغ عدد سكانها 672 نسمة حسب إحصاء عام 1991. و1,184 في تقدير عام 2009.